# Crucea (gmina w okręgu Suczawa)
Crucea – gmina w Rumunii, w okręgu Suczawa. Obejmuje miejscowości Chiril, Cojoci, Crucea i Satu Mare. W 2011 roku liczyła 1833 mieszkańców.

## Współpraca
Miejscowość partnerska:
- Zoersel, Belgia